# Nicky Shorey
Nicky Shorey (ur. 19 lutego 1981 w Londynie) – angielski piłkarz grający na pozycji obrońcy. Rozegrał dwa mecze w reprezentacji Anglii oraz 1 w kadrze B.
Przed West Bromwich Albion występował w Aston Villi, Leyton Orient oraz Reading. Do zespołu "The Villans" trafił latem 2008 (sumy transferu nie podano). W nowym klubie zadebiutował 14 sierpnia w meczu Pucharu UEFA z Hafnarfjarðar.
9 sierpnia 2010 podpisał kontrakt z West Bromwich Albion. Kwoty transferu nie ujawniono.